# Немченко, Александр Дмитриевич
Алекса́ндр Дми́триевич Не́мченко (укр. Олександр Дмитрович Немченко; 12 ноября 1953, Ровно — 2 ноября 2020, Винница) — советский и украинский киноактёр. Заслуженный артист УССР (1986).

## Биография
Родился в городе Ровно 12 ноября 1953 года в семье Дмитрия Немченко, руководителя театрального оркестра, и Валентины Немченко, актрисы Ровенского областного театра. В 1963 году семья переехала в Винницу, где родители получили работу в театре им. М. К. Садовского.
В 1975 окончил Киевский национальный университет театра, кино и телевидения имени И. К. Карпенко-Карого. Будучи студентом второго курса, в 1973 году снялся в фильме Леонида Быкова «В бой идут одни «старики»», где сыграл роль добродушного, веселого, безотказного барабанщика второй поющей эскадрильи Ивана Федоровича.
В 1975—1976 годах был актёром Херсонского музыкально-драматического театра.
С мая 1976 по май 1977 года служил в Советской армии в Казахстане, в звуковой разведке — начальником акустической базы.
После этого 12 лет работал в Винницком академическом музыкально-драматическом театре им. М. К. Садовского, где среди прочих сыграл роль Мишки Япончика в «Биндюжнике и короле», шута в шекспировской «Двенадцатой ночи», Ермакова в пьесе В. Дозорцева «Последний посетитель». Всего в театре сыграл 122 роли. В эти же годы снялся в 4-х фильмах, одним из которых была польская короткометражка.
В 1989 создал эстрадный театр миниатюр «Иван Иванович», где был художественным руководителем. Работал репетитором в Высшей Лиге КВН Украины и в Киевском эстрадно-цирковом училище. После распада СССР вместе с коллегами создал «Парадокс-дуэт Игорька», который со спектаклем «Играем Хармса» стал дипломантом конкурса на Кубок Райкина «Море смеха-92» в Риге.
С 1996 по 2004 работал в Одессе в медицинском центре Порошина. Вернувшись в Винницу в 2004 году, в течение нескольких лет продолжал практику целителя. Профессионально занимался нетрадиционной медициной: валеолог, натуропат-эндоэколог, вибротерапевт. Аттестован Украинской Ассоциацией Народной медицины в области лечебного массажа и валеологии.
В 2012 году на базе Винницкого дома культуры учителя создал театральную студию «Игра». В двухлетний период студийцы учились театральному искусству, а после окончания большинство из них поступили в театральные вузы.
Скончался 2 ноября 2020 года в Виннице от последствий тяжелой формы диабета.

## Личная жизнь
- Первая жена — народная артистка Украины Таисия Славинская[4].
  - Дочь — Виктория Немченко[4] работала в театре им. М. К. Садовского, как балерина выступала во всех спектаклях репертуара театра, где задействован балет. Среди последних работ: «Майская ночь», «Ревизор», «Украденное счастье», «Как вернуть мужчину», «Наталка Полтавка», «Лесная песня».
- Вторая жена — Жанна Немченко. В браке с 2012 года.

## Фильмография
| Год  |     | Название                  | Роль                                                 |
| ---- | --- | ------------------------- | ---------------------------------------------------- |
| 1973 | ф   | В бой идут одни "старики" | Иван Федорович, лейтенант                            |
| 1977 | кор | Трудный участок           | Имя персонажа не указано                             |
| 1981 | ф   | Право руководить          | Николай                                              |
| 1983 | ф   | Комбаты                   | Иван Зверко, майор, танкист, командир 3-го батальона |
| 1991 | ф   | Кислородный голод         | рядовой Егоров                                       |
| 2006 | ф   | Дурдом                    | Виктор Степанович                                    |